# Lou Deprijck
Lou Deprijck (Lessen, 11 januari 1946 – Anderlecht, 19 september 2023) was een Belgische zanger-performer en componist. Hij kende zijn grootste successen in de jaren 70 en 80 met zijn bands Lou & the Hollywood Bananas en Two Man Sound en als producer van Viktor Lazlo en Plastic Bertrand.

## Biografie
Lou Deprijck werd geboren op 11 januari 1946 in het Henegouwse stadje Lessen (Lessines) aan de Vlaams-Picardische taalgrens nabij Geraardsbergen in de Vlaamse Ardennen waar hij ook zijn jeugd doorbracht. Op zijn zestiende verlaat hij de middelbare school om aan de slag te gaan bij de toenmalige Belgische telefoonmaatschappij RTT (Regie voor Telegraaf en Telefoon) in Brussel waar hij overnacht in de slaapzalen van het bedrijf. Van zijn opgespaarde vakantiedagen maakt hij gebruik om elke maandag naar Londense West End te reizen. Daar woont hij in The Marquee Club de optredens bij van zijn favoriete rockgroepen zoals The Who, Cream, The Move en andere hardrockbands die hem in de jaren 1970 en 1980 zullen inspireren als producent en zanger in de Belgische popscene. Van zijn composities werden wereldwijd meer dan 20 miljoen exemplaren verkocht.
Zijn meest bekende wapenfeiten zijn Lou & the Hollywood Bananas, Two Man Sound, Plastic Bertrand en Viktor Lazlo. Hij scoorde verscheidene wereldhits. Van de single Disco Samba, uitgebracht onder het pseudoniem Two Man Sound, werden alleen al in Mexico 1,2 miljoen exemplaren verkocht.
In 1984 bracht hij onder het pseudoniem Vanhoutem het verzamelalbum Collures uit, in samenwerking met Boris Berman van waaruit later een single op de markt kwam: Hold-up Sentimental (A-kant) / Fille du fleuve (B-kant).
Deprijck woonde jarenlang grotendeels in Pattaya (Thailand), maar hij werd nog regelmatig gespot in zijn geboortestreek. Het verhaal van zijn leven in Thailand werd uitgebreid uit de doeken gedaan in de documentaire "Vlamingen in Pattaya" als onderdeel van het VTM-actualiteitenprogramma Telefacts.
Deprijck keerde uiteindelijk terug naar België. In zijn laatste levensjaren woonde hij in het Henegouwse Wannebecq (Lessen).
In 2012 werkte Deprijck mee aan de documentaire The Sound of Belgium waarin hij vertelt over de pioniersrol die België speelde binnen de wereld van de elektronische muziek in de jaren '80 en '90.
Begin 2016 nam Deprijck samen met het Belgisch-Hongaarse fotomodel en tevens ex-Miss België Annelies Törös een Rode Duivels supporterslied op voor het EK voetbal 2016. Het duet "Come on Belgium" met zijn surrealistische videoclip werd op 15 maart 2016 via diverse media gelanceerd.
In 2023 werd Deprijck met gezondheidsproblemen opgenomen in Aat en daarna in het Erasmusziekenhuis in de Brusselse gemeente Anderlecht. Op dinsdagochtend 19 september overleed hij er rond 10.30 uur op 77-jarige leeftijd.